# Classe ATC B05
La classe ATC B05, dénommée « Substituts du sang et solutions de perfusion », est un sous-groupe thérapeutique de la classification anatomique, thérapeutique et chimique, développée par l'OMS pour classer les médicaments et autres produits médicaux. La classe ATC vétérinaire correspondante dans la classification ATCvet est QB05. Le sous-groupe présenté ici est celui établi par l'OMS, et peut donc différer des versions dérivées utilisées dans certains pays. Il fait partie du groupe anatomique B de la classification, intitulé « Sang et organes hématopoïétiques ».

## B05A Sang et dérivés

### B05AA Substituts du sang et fractions protéiques plasmatiques
B05AA01 Albumine
B05AA02 Autres fractions protéiques plasmatiques
B05AA03 Substituts du sang fluorocarbonés
B05AA05 Dextran
B05AA06 Gélatines
B05AA07 Hydroxyéthylamidon
B05AA08 Hémoglobine crosfumaril
B05AA09 Hémoglobine raffimer
B05AA10 Hémoglobine glutamer (bovine) (en)
QB05AA91 Hémoglobine betafumaril (bovine)

### B05AX Autres dérivés du sang
B05AX01 Érythrocytes
B05AX02 Thrombocytes
B05AX03 Plasma sanguin
B05AX04 Cellules souches de sang de cordon ombilical

## B05B Solutions intraveineuses

### B05BA Solutions pour nutrition parentérale
B05BA01 Acides aminés
B05BA02 Émulsions lipidiques
B05BA03 Hydrates de carbone
B05BA04 Hydrolysats de protéines
B05BA10 Associations pour nutrition parentérale

### B05BB Solutions modifiant le bilan électrolytique
B05BB01 Électrolytes
B05BB02 Électrolytes avec hydrates de carbone
B05BB03 Trométamol
B05BB04 Électrolytes en association

### B05BC Solutions produisant une diurèse osmotique
B05BC01 Mannitol
B05BC02 Urée

## B05C Solutions d'irrigation

### B05CA Anti-infectieux
B05CA01 Cétylpyridinium
B05CA02 Chlorhexidine
B05CA03 Nitrofural (en)
B05CA04 Sulfamétizol (en)
B05CA05 Taurolidine (en)
B05CA06 Mandélique acide
B05CA07 Noxytioline (en)
B05CA08 Éthacridine lactate (en)
B05CA09 Néomycine
B05CA10 Associations d'anti-infectieux pour irrigation

### B05CB Solutions salines
B05CB01 Sodium chlorure
B05CB02 Sodium citrate
B05CB03 Magnésium citrate
B05CB04 Sodium bicarbonate
B05CB10 Associations de solutions salines

### B05CX Autres solutions d'irrigation
B05CX01 Glucose
B05CX02 Sorbitol
B05CX03 Glycine
B05CX04 Mannitol
B05CX10 Associations pour solutions d'irrigation

## B05D Solutions pour dialyse péritonéale

### B05DA Solutions isotoniques
Compte notamment DPCA2, Extranéal, Gambrosol, Nutrinéal, Sélutrio, etc.

### B05DB Solutions hypertoniques
Compte notamment Bicavéra, Dianéal PD4, DPCA17, DPCA3, Neutravéra, Physionéal, Sélutrio, etc.

## B05X Additifs pour solutions intraveineuses

### B05XA Solutions d'électrolytes
B05XA01 Potassium chlorure
B05XA02 Sodium bicarbonate
B05XA03 Sodium chlorure
B05XA04 Ammonium chlorure
B05XA05 Magnésium sulfate
B05XA06 Potassium phosphate, associations avec d'autres sels de potassium
B05XA07 Calcium chlorure
B05XA08 Sodium acétate
B05XA09 Sodium phosphate
B05XA10 Magnésium phosphate
B05XA11 Magnésium chlorure
B05XA12 Zinc chlorure
B05XA13 Chlorhydrique acide
B05XA14 Sodium glycérophosphate
B05XA15 Potassium lactate
B05XA16 Solutions cardioplégiques
B05XA17 Potassium acétate
B05XA30 Associations d'électrolytes
B05XA31 Électrolytes en association avec d'autres substances

### B05XB Acides aminés
B05XB01 Arginine chlorhydrate
B05XB02 Alanyl glutamine
B05XB03 Lysine

### B05XC Vitamines
compte notamment Cernévit, Vitalipide, etc.

### B05XX Autres additifs pour solutions intraveineuses
B05XX02 Trométamol

## B05Z Solutions pour hémodialyse et hémofiltration

### B05ZA Concentrés pour hémodialyse
compte notamment Bibag 650 g, etc.

### B05ZB Solutions pour hémofiltration
compte notamment Accusol, Hémosol, Hospasol, Multibic, Phoxilium Phosphate, Prismasol Potassium, etc.